# Arthur Pollen
Arthur Joseph Hungerford Pollen (ur. 13 września 1866 w Southwater, zm. 28 stycznia 1937 w Londynie) − brytyjski przemysłowiec, wynalazca, konstruktor jednego z pierwszych systemów kierowania ogniem artyleryjskim.

## Życiorys
Arthur Pollen urodził się w miejscowości Southwater w hrabstwie West Sussex. Po ukończeniu Trinity College w Oksfordzie rozpoczął zawodową karierę jako adwokat (barrister). Próbował także swoich sił na scenie politycznej, co skończyło się porażką w wyborach parlamentarnych. W 1898 roku, po małżeństwie z córką prezesa firmy Linotype & Machinery Ltd. został dyrektorem zarządzającym tym przedsiębiorstwem.
Dwa lata później, podczas pobytu na Malcie był świadkiem ćwiczeń artyleryjskich stacjonujących tam okrętów Royal Navy. Obserwując kłopoty z prowadzeniem celnego ognia na większych dystansach, uświadomił sobie możliwość opracowania urządzenia, które pomogłoby określać koordynaty strzelań. Wykorzystał do tego potencjał firmy, w której pracował. Po kilkuletnich próbach udało mu się stworzyć prototyp systemu kierowania ogniem artyleryjskim. Tworzył go prymitywny komputer analogowy, wykorzystujący w swych obliczeniach mechaniczny analizator równań różniczkowych. Rozwiązanie Pollena przewyższało zarówno inne, prowadzone równolegle, rozwiązania brytyjskie, jak i podobne konstrukcje zagraniczne.
Przez kolejne lata Arthur Pollen usiłował zainteresować swym wynalazkiem brytyjską Admiralicję. Początkowo uzyskał granty na swoje badania, a urządzenie jego konstrukcji, znane jako Argo Clock, zostało zainstalowane eksperymentalnie na kilku okrętach, między innymi na krążowniku liniowym „Queen Mary”. Ostatecznie jednak Admiralicja wybrała do powszechnego stosowania podobny system, opracowany przez oficera Royal Navy, późniejszego admirała Frederica Dreyera. Poza własną inwencją wykorzystywał on również pewne rozwiązania zaproponowane przez Pollena, co stało się przyczyną uzyskania przez tego ostatniego, wyrokiem komisji parlamentarnej w 1925 roku, odszkodowania. Ponadto, bazując na negatywnych doświadczeniach z celnością ognia artyleryjskiego przy użyciu kalkulatora Dreyera (między innymi podczas bitwy jutlandzkiej w 1916 roku), Admiralicja zdecydowała się wprowadzić systemy oparte na konstrukcji Arthura Pollena na nowych, budowanych pod koniec lat 20. XX wieku, pancernikach „Nelson” i „Rodney”.
Arthur Pollen był również autorem książek poświęconych teorii strategii wojny morskiej, z których najbardziej znaną była The Navy in Battle, wydana w 1918 roku. Zmarł w Londynie 28 stycznia 1937 roku.